# Ivan Botha
Ivan Botha est un comédien sud-africain, célèbre pour son interprétation de Pieter van Heerden dans 7de Laan.
Il a débuté dans le film d'horreur The Raven de David DeCoteau.

## Filmographie

### Télévision
| Année        | Titre             | Rôle               | Note       |
| ------------ | ----------------- | ------------------ | ---------- |
| 2007         | Justice pour tous | David Stephenson   |            |
| 2009         | 7de Avenue        | Pieter Van Heerden |            |
| 2016-2022    | Hôtel             | Manie              | 8 épisodes |
| 2020-présent | Binnelanders      | Alex               |            |
| 2020         | Complexes         | Tristan            | 5 épisodes |
| 2021         | Sang et eau       | M. Ferreira        | 3 épisodes |
| 2021-présent | Alles Malan       | Wim                | 1 épisode  |

### Film
| Année | Titre                                          | Rôle                    |                  |
| 2007  | Le corbeau                                     | Greg                    | Wimpie Koekemoer |
| 2008  | Bakgat!                                        | Wimpie Keokemoer        |                  |
| 2009  | Tornado et le chuchoteur du cheval du Kalahari | Athlète                 |                  |
| 2009  | Hond se Dinges                                 | Dolf de Lange           |                  |
| 2010  | Bakgat ! II                                    | Wimpie Koekemoer        |                  |
| 2011  | Superhelde                                     | Albert Vosloo           |                  |
| 2011  | Röpman                                         | Saumon                  |                  |
| 2012  | Verraaiers                                     | Adaan de la Rey         |                  |
| 2012  | Le taxi de tout le monde                       | Soldat 2                |                  |
| 2013  | Bakgat ! tout mourir mag 3                     | Wimpie Koekemoer        |                  |
| 2014  | Pad na Jou Hart                                | Basson van Rensburg Jr. |                  |
| 2016  | Vir Altyd                                      | Hugo                    |                  |
| 2021  | Beurtkrag                                      | Jaspe                   |                  |